# Gmina Ključ
Gmina Ključ (boś. Općina Ključ) – gmina w Bośni i Hercegowinie, w kantonie uńsko-sańskim. W 2013 roku liczyła 16 744 mieszkańców.